# Mongo-MPoukou
Mongo Mpoukou (ou Mongo Mpuku) est le cinquième arrondissement de Pointe-Noire, la capitale économique de la République du Congo.

## Limites géographiques
Mongo-Mpoukou est créé en 2011, de l'éclatement administratif (Journal officiel - loi n°15-2011 du 17 mai 2011) de l'arrondissement Loandjili  et s'étend sur 48 483 m2.
Il est limité:
- au nord : par le pont sur la nationale N°5 au niveau de l'ex-usine des eaux de Ngamboussi, jusqu'à sa source (côte 80), jusqu'à l'intersection avec la route nationale N°1 (PK 20);

- à l'est : de la route nationale N°1 jusqu'au croisement de l'avenue Léonard Mavoungou;

- au sud : de l'avenue Léonard Mavoungou jusqu'au croisement avec les routes nationales N°1, N°5 jusqu'au pont sur le cours d'eau Songolo en allant vers son embouchure.

- à  l'ouest :  sur la côte atlantique de l'embouchure de la rivière de Songolo jusqu'à celle de la rivière Rouge jusqu'au pont sur la route nationale N°5.

## Toponymie
Mongo Mpoukou vient du toponyme "Mongu Mpuku" qui autrefois était une zone habitée par les habitants appartenant au clan "Mpuku", en provenance des bords de la rivière Numbi. Dans leur pérégrination, ils se sont tour à tour installés à Madingo, Madingo-Kayes, Cibéti (Loango) et enfin sur ladite montagne "Mongu Mpuku".
Le clan Mpuku se divise en deux:
- Une partie proche du sommet avec pour totem et interdit alimentaire la perdrix (Nguali en langue Vili)
- Une autre partie localisée vers la palmeraie de Mpanga Mpuku avec pour totem et interdit alimentaire le chat (Nniaou en langue Vili)

Avec Mongo Nkamba et Mongo Kanzi (montagne de la colère), Mongo Mpoukou sont les trois montagnes qui dominent le territoire de Pointe-Noire.

## Quartiers
- Boumbissi
- Koufoli
- Loubou
- Diosso
- Loango
- Lemba
- Siafoumou

## Liste des administrateurs-maires
- Zéphirin Nguié (2011-2020)
- Appolinaire Molébé depuis le 9 juillet 2020[2]